# Farol da Ponta da Barca
Der Farol da Ponta da Barca ist ein Leuchtturm auf der Ponta da Barca im Nordwesten der Azoreninsel Graciosa. Er steht im Gemeindegebiet von Santa Cruz da Graciosa im gleichnamigen Kreis. Der Leuchtturm ist unter der internationalen Nummer D-2676 und der nationalen Nummer 797 registriert. Er bestrahlt die Sektoren von 029° bis 031°, 035° bis 251° und 267° bis 287°. Sein Licht besitzt eine Tragweite von 20 Seemeilen.

## Beschreibung
Mit einer Höhe von 23 m ist der Farol da Ponta da Barca der höchste Leuchtturm der Azoren. Der runde Turm aus verputztem und gestrichenem Stahlbeton ist schwarz-weiß gebändert und besitzt eine Galerie. Die metallene Laterne ist verglast und rot gestrichen. In Höhe der weißen Bänder besitzt der Turm jeweils ein Fenster nach Süden. Durch einen kurzen Korridor ist der Leuchtturm mit einem einstöckigen, weißen Gebäude von rechteckigem Grundriss verbunden. Dieses enthielt bei seiner Fertigstellung zunächst zwei Wohnungen für die Familien der Leuchtturmwärter. Mit einer Erweiterung im Jahr 1952 wurde eine dritte, später eine vierte Wohnung geschaffen. Die Hauptfassade des Gebäudes ist nach Süden ausgerichtet. Die mittig gelegene Tür wird auf beiden Seiten von drei Fenstern flankiert. Die Fenster- und Türstürze sowie die Fensterbänke aus schwarzem Basalt kontrastieren mit der weiß gestrichenen Wand der Fassade. Auf beiden Seiten trägt das Dach des Leuchtturmwärterhauses je einen Schornstein. Über der gelb-braunen Eingangstür ist der Schriftzug „FAROL DA PONTA DA BARCA“ zu lesen. Weiter nördlich steht ein Nebengebäude von etwa gleicher Breite, das Lagerräume und Garagen enthält. Das Ensemble ist von einer weiß gestrichenen Mauer umgeben, deren Einfahrt mit einem roten Eisengittertor verschlossen werden kann.
Die Kliffküste der Ponta da Barca und das vorgelagerte Eiland Ilhéu da Baleia sind wichtige Nistplätze von Meeresvögeln. Sie werden deshalb von BirdLife International als Important Bird Area PT061 „Ilhéu da Baleia e Ponta da Barca“ ausgewiesen.

## Geschichte
Der Generalplan zur Befeuerung der portugiesischen Küsten von 1883, der auch die Azoren berücksichtigte, sah für Graciosa den Bau eines Leuchtturms mit einer Optik zweiter Ordnung auf dem Pico Negro vor, einem Vulkankegel nahe dem Nordwestkap. Nach einer Anpassung des Plans im Jahr 1902 sollte lediglich eine Optik fünfter Ordnung zum Einsatz kommen. Es dauerte aber noch bis 1927, bis die Lampe, eine Fresnel-Optik dritter Ordnung und das für deren Rotation nötige Uhrwerk bei Barbier, Bénard et Turenne in Frankreich gekauft wurden. Der Leuchtturm wurde bis 1930 errichtet, allerdings auf der dem Pico Negro nahen Landzunge Ponta da Barca. Am 1. Februar 1930 ging er in Betrieb.
Der Leuchtturm wurde erst 1935 an das Straßennetz angeschlossen. 1958 wurde er durch den Einbau zweier Generatoren elektrifiziert. Er wurde mit einer 3000-Watt-Lampe ausgestattet und erreichte eine Tragweite von 41 Seemeilen. Als Reserve wurde eine Öllampe vorgehalten. 1978 wurden Leuchtturm und Leuchtturmwärterhaus während eines Gewitters beschädigt. Das Erdbeben vom 1. Januar 1980 verursachte Risse am Turm. In den 1980er Jahren wurde eine 1000-Watt-Lampe eingesetzt, wodurch sich die Tragweite auf 20 Seemeilen reduzierte. 1999 wurde der Leuchtturm an das öffentliche Stromnetz angeschlossen und automatisiert.